# Qwik Liner Las Vegas 350
Das Qwik Liner Las Vegas 350 ist ein Autorennen der NASCAR Camping World Truck Series, welches seit 1996 auf dem Las Vegas Motor Speedway in Clark County, Nevada, nördlich von Las Vegas stattfindet. Die 350 im Namen des Rennens steht in diesem Fall für die Kilometerzahl und nicht wie so oft für die Meilenzahl, daher wird das Rennen auch Qwik Liner Las Vegas 350 genannt.
Im Jahre 2000 fand das Rennen nicht statt. Im Jahre 2007, als Travis Kvapil gewann, war das damals Smith’s Las Vegas 350 heißende Rennen das erste NASCAR-Rennen von Jacques Villeneuve.

## Bisherige Sieger
- 2010: Austin Dillon
- 2009: Johnny Sauter
- 2008: Mike Skinner
- 2007: Travis Kvapil
- 2006: Mike Skinner
- 2005: Todd Bodine
- 2004: Shane Hmiel
- 2003: Brendan Gaughan
- 2002: David Starr
- 2001: Ted Musgrave
- 1999: Greg Biffle
- 1998: Jack Sprague
- 1997: Joe Ruttman
- 1996: Jack Sprague